# Araeoncus humilis
Araeoncus humilis es una especie de araña araneomorfa del género Araeoncus, familia Linyphiidae. La especie fue descrita científicamente por Blackwall en 1841.
La longitud del cuerpo del macho es de 1,4-1,6 milímetros y de la hembra 1,4-2 milímetros. La especie se distribuye por Europa, África del Norte, Rusia (Europa a Siberia del Sur), Irán y Japón. Introducida en Nueva Zelanda.